# ليتو كروز
ليتو كروز (بالإسبانية: Lito Cruz)‏ هو ممثل أرجنتيني، ولد في 14 مايو 1941 في الأرجنتين، وتوفي في 19 ديسمبر 2017 ببوينس آيرس في الأرجنتين بسبب نوبة قلبية.

## وصلات خارجية
- ليتو كروز على موقع IMDb (الإنجليزية)
- ليتو كروز على موقع ألو سيني (الفرنسية)
- ليتو كروز على موقع ميوزك برينز (الإنجليزية)
- ليتو كروز على موقع أول موفي (الإنجليزية)
- ليتو كروز على موقع قاعدة بيانات الأفلام السويدية (السويدية)
- ليتو كروز على موقع قاعدة بيانات الفيلم (الإنجليزية)
- ليتو كروز على موقع كينوبويسك (الروسية)